# A Brighter Day
A Brighter Day to trzeci singiel Eleny Paparizou z albumu My Number One. Swoje życie zaczął jako "Antitheseis" (pol. "Sprzeciwy"). Oba utwory mają tę samą melodię, ale inne teksty. Do "A Brighter Day" nie powstał żaden nowy wideoklip, co spowodowane było prawdopodobnie tym, że "Antitheseis" miało już swój. Singel sprzedał się w ilości około 5,000 egzemplarzy na całym świecie.

## Lista utworów
- Single CD:

1. "A Brighter Day" – 3:33
2. "Antitheseis" – 3:47
3. "M'Agaliazi To Skotadi" – 3:28

## Pozycje na listach przebojów
"A Brighter Day" był najniżej sklasyfikowanym singlem Paparizou jak do tej pory. Mogło to być spowodowane brakiem teledysku. Poza tym, Paparizou wydała w Grecji jej nowy singel Mambo! i nie miała czasu, aby wypromować ten w Szwecji.
| Lista                 | Organizacja wydająca certyfikat | Najlepsza pozycja | Osiągnięcie |
| --------------------- | ------------------------------- | ----------------- | ----------- |
| Szwedzka lista singli | GLF                             | 24                | –           |